# Форлі-дель-Санніо
Форлі-дель-Санніо (італ. Forlì del Sannio) — муніципалітет в Італії, у регіоні Молізе,  провінція Ізернія.
Форлі-дель-Санніо розташоване на відстані близько 145 км на схід від Рима, 45 км на захід від Кампобассо, 12 км на північ від Ізернії.
Населення — 673 особи (2014). Щорічний фестиваль відбувається 3 лютого. Покровитель — святий Власій.

## Демографія
Населення за роками:

Станом на 1 січня 2023 року в муніципалітеті офіційно проживало 17 іноземців з 6 країн, серед них 6 громадян країн Євросоюзу та 1 громадянин України.

## Сусідні муніципалітети
- Аккуавіва-д'Ізернія
- Черро-аль-Вольтурно
- Форнеллі
- Ізернія
- Рьонеро-Саннітіко
- Рокказікура
- Вастоджирарді